# Escala i corda
La escala i corda es la variante más importante de la pelota valenciana. Se trata de una modalidad de estilo directo que se disputa siempre en trinquete al que se añade una cuerda a mitad de él a una altura aproximada de dos metros, hecho que proporciona el nombre.
Es la modalidad que cuenta con mayor número de profesionales y más influencia social tiene, arrastrando gran cantidad de espectadores. El ganador del Trofeo Individual Bancaja se hace con el título honorífico de mejor jugador de pelota del año.
Los equipos que pueden ser de uno, dos o tres jugadores se colocan frente a frente. Es importante señalar que no es imprescindible que ambos equipos bangang con el mismo número de jugadores ya que para hacer más interesantes las partidas es común establecer desafíos entre un equipo de dos grandes jugadores contra otro de tres jugadores de menor nivel.

## Reglas
La partida se inicia con la saque (ferida) realizada desde una piedra, (pedra de ferir), situada a un metro de la cuerda. La pelota ha de tocar la muralla (pared lateral del trinquete) por encima de la línea de saque (ferir) para después caer tras botar en la escalera en una zona determinada denominada dau. En ese momento, el equipo que está al resto debe devolver la pelota al otro campo, debiendo pasar obligatoriamente por encima de la cuerda, al aire o como mucho tras un bote de la pelota en el suelo. Es importante resaltar que los botes en la escalera lateral no son contados por lo que la pelota puede incluso rodar por encima de ella.
Se consigue un punto, quinze, cuando se cumplen las siguientes condiciones:
- Cuando la pelota de dos botes en el suelo será punto de quien la lanzó.

- Cuando la pelota toque o pase por debajo de la cuerda será falta del que la lanzó, por lo que el punto se lo anotará el otro equipo.

- Cuando la pelota llegue a la galería o la grada y no vuelva a caer a la cancha será punto del que haya lanzado la pelota

- Cuando un jugador (o equipo) toque dos veces seguidas la pelota cometerá falta por lo que se asignará un punto al equipo rival.

- Cuando la pelota toque alguna de las líneas del campo será falta del que la haya lanzado.

La manera de lograr un tanto (juego) es similar a la del tenis, contándose quinze, trenta y val. Cada tanto vale cinco puntos y la partida la gana el primer equipo que logra 60 puntos (12 juegos).
La pelota se considera parada y por tanto se efectúa un saque desde la posición donde se paró cuando sucede alguna de las siguientes condiciones:
- Si la pelota toca la escalera y queda parada por el público sentado en ella en la parte del resto.

- Si la pelota toca la escalera desde la cuerda al número 6 en la parte del resto.

- Si en la parte del dau hay público y la pelota toca la escalera entre la cuerda y el número 3

### Pelota
Lo general de las partidas de escala i corda se disputan con la pelota de vaqueta . Ello se debe a que es la pelota que mejores condiciones reúne para la práctica de este deporte aunque en alguna partida no oficial entre aficionados también se utilice la pelota de badana por su menor coste.

## Público

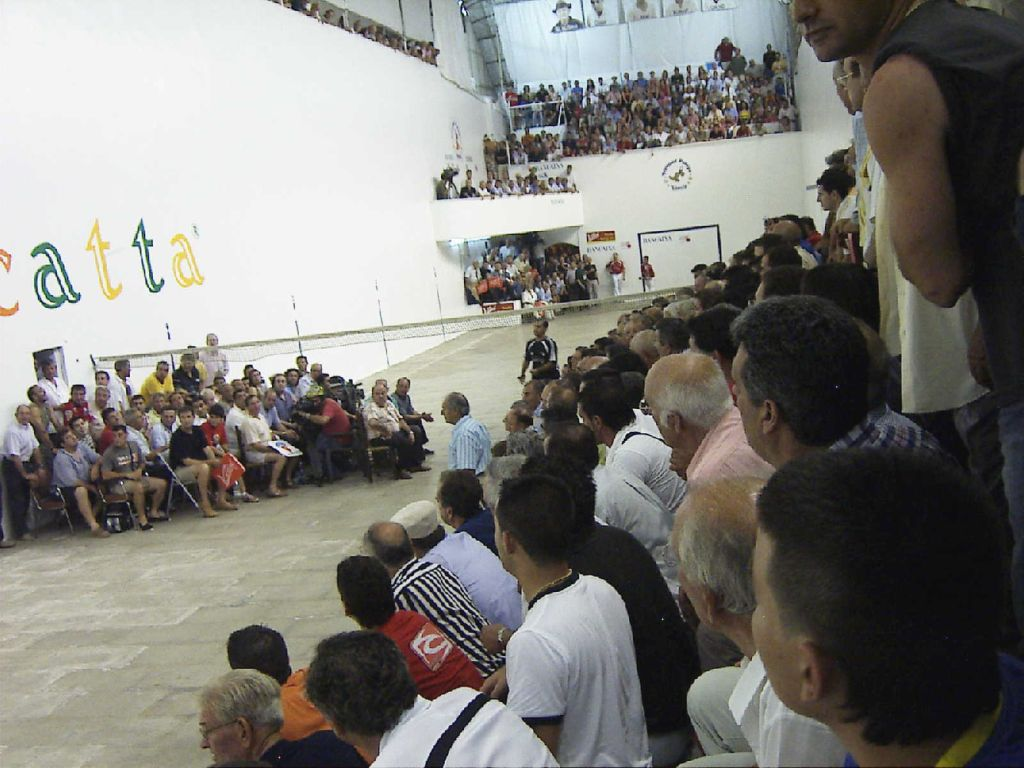
Imagen de la final del trofeo individual de escala i corda del año 2005.

El público se coloca por lo general en las galerías (larga, del resto o del dau), en las escaleras del resto, un escaso número debajo de la cuerda y de manera poco habitual y sólo cuando la expectación es muy grande en las escaleras del dau. Debido a su situación el público se convierte en un elemento más del juego tenido en cuenta por los pelotaris.

## Competiciones
Existen dos grandes competiciones de escala i corda. El Trofeo Individual Bancaja y el Circuito Bancaja que se disputa por equipos.

## En la cultura popular
Escala i corda es el título de un cortometraje de ficción dirigido por Jorge Bea Gilabert en 2002, producido por Jat Audiovisual e interpretado por Pep Ricart y Empar Canet.

## Enlaces de interés
- Pelota valenciana

- Circuito Bancaja

- Trofeo individual Bancaja